# Лиссабонский договор (1703)
Лиссабонский договор — союзный договор между Португалией и Англией о совместном участии в войне за испанское наследство; был подписан в Лиссабоне 16 мая 1703 года первым министром Португалии маркизом Алегрете и английским посланником лордом Метуэном. К Лиссабонскому договору в тот же день присоединились Голландия и Австрия, причём австрийский эрцгерцог Карл, кандидат союзников на испанский престол, обязался в случае победы в войне и восшествии на испанский престол уступить Португалии в компенсацию за её помощь часть испанских провинций Эстремадура и Галисия.

## История
Англия ввязалась в спор об испанском наследстве, опасаясь чрезмерного усиления Франции на континенте и утраты своих торговых привилегий в испанских колониях. В итоге она выступила в союзе с Голландией и Австрией против Франции и Испании, которые должны были объединиться под общей короной Бурбонов. Союзники стремились вовлечь в антифранцузскую коалицию Португалию, которая могла обеспечить прекрасный плацдарм для нападения на Испанию. Португальский король Педру II, соблазнённый перспективой территориальных приобретений, а также рассчитывая союзом с Англией упрочить свою независимость от Испании, принял английские предложения.
Лиссабонский договор провозглашал «вечный союз» между Португалией и Англией (статья 14 договора). Англия обязалась оказать Португалии помощь в войне с Испанией и Францией войсками и флотом, достаточным для защиты берегов Португалии и её владений вне Европы (статьи 1-10 договора). Со своей стороны Португалия обязалась поддерживать Англию в войне всеми своими силами (статья 11). Наиболее важным для Англии условием договора стало согласие Португалии на постоянное базирование на её порты определённого количества английских военных кораблей как в военное, так и в мирное время, что позволило Англии оказывать политическое влияние на Португалию.
Английское правительство воспользовалось союзом с Португалией, чтобы добиться от неё торговых привилегий, которыми вся торговля Португалии оказалась почти целиком в руках Англии. Лиссабонский договор вместе с договором Метуэна, подписанным в конце того же года, восстановил политический союз Португалии с Англией, сохранявшийся вплоть до середины XX века, в котором Португалия играла роль младшего союзника, а фактически вассала Англии.